# Ballstedt
Ballstedt är en kommun och ort i Landkreis Weimarer Land i förbundslandet Thüringen i Tyskland.
Kommunen ingår i förvaltningsgemenskapen Am Ettersberg tillsammans med kommunerna Am Ettersberg, Ettersburg och Neumark.